# Santa Lucía del Este
Santa Lucía del Este és un balneari del sud de l'Uruguai ubicat al departament de Canelones. Forma part de la Costa de Oro.

## Geografia
Santa Lucía del Este es troba al sud-est del departament de Canelones, al sector 8. Al sud té platges sobre el Riu de la Plata; a l'est limita amb Biarritz, i a l'oest amb el balneari d'Araminda.
El balneari s'ubica al km 69 de la Ruta Interbalneària.

## Població
D'acord amb les dades del cens de 2004, Santa Lucía del Este tenia una població aproximada de 275 habitants.
| Any  | Població |
| ---- | -------- |
| 1963 | 131      |
| 1975 | 177      |
| 1985 | 239      |
| 1996 | 335      |
| 2004 | 275      |
| 2011 | 286      |

Font: Institut Nacional d'Estadística de l'Uruguai